# Bem Família
Bem Família foi um programa televisivo exibido pela Rede Bandeirantes entre 14 de março de 2005 e 27 de março de 2009.
Foi apresentado por Daniel Bork, de segunda a sexta das 9h da manhã às 11h30. Foi substituído pelo retorno do programa Dia Dia.

## Quadros
- Receita Minuto - Bloco de receitas culinárias com participação de nomes famosos da cozinha nacional, chefes e do próprio apresentador que prepara alguns pratos.
- Belleza Pura (em parceria com o Instituto Embelleze) - Mostra transformações, principalmente de mudanças nos cabelos de modelos, utilizando produtos da marca.
- Vem Crispim - Quadro apresentado pelo Vovô Crispim, que visita vários lugares pelo Brasil em busca de curiosidades.
- Noticias da Redação - resumo das notícias do dia com a participação do jornalismo da Band.

O programa apresentava ainda reportagens sobre gastronomia, com a repórter Fabiana Bruno.